# Clarence DeMar
Clarence Harrison DeMar (Madeira, 7 de junho de 1888 - Reading, 11 de junho de 1958) foi um maratonista norte-americano.
Considerando um dos maiores maratonistas de todos os tempos, é o recordista de vitórias na Maratona de Boston, a qual venceu sete vezes, e conquistou a medalha de bronze nos Jogos Olímpicos de Paris, em 1924. Era chamado pela imprensa esportiva de sua época de Mr. DeMarathon.

## Carreira
DeMar venceu a primeira de sua série em Boston em 1911, aos 22 anos, quebrando o recorde do percurso. A ela - depois de quase uma década parado a conselho de cardiologistas que o diagnosticaram com um problema no coração - e sempre usando a camiseta de seu clube de atletismo, Melrose, seguiram-se vitórias em 1922, 1923, 1924, 1927, 1928 e 1930, esta aos 41 anos de idade, o que o torna o mais velho vencedor da prova, em mais de um século de Maratona de Boston. Nas sete provas em que venceu, quebrou cinco vezes o recorde do percurso.
Ele esteve três vezes nos Jogos Olímpicos. A primeira em Estocolmo, nos Jogos de 1912, mas teve um desempenho muito fraco, devido ao método de treinamento e controle ditatorial feito pelo grupo de técnicos da equipe olímpica de atletismo. Sua segunda participação, nos Jogos de Paris em 1924, quando já tinha quatro vitórias em Boston na carreira, lhe valeu a medalha de bronze na maratona. Na terceira, em Amsterdã 1928, não conseguiu sucesso.
DeMar casou-se em 1929, aos quarenta anos, e empregou-se como professor de impressão e de arte industrial numa escola de ensino médio para ter uma vida mais estável financeiramente com a esposa, Margaret. No outono de 1932, foi empregado como professor na Universidade de Boston.
Ele continuou a correr mais esporadicamente por prazer e completou sua última maratona em Boston aos 65 anos. Diagnosticado na juventude com problemas cardíacos, venceu sete vezes a mais famosa maratona do mundo e morreu de câncer em 1958, aos setenta anos de idade.